# Lepidothrix vilasboasi
Lepidothrix vilasboasi е вид птица от семейство Манакинови (Pipridae). Видът е световно застрашен, със статут Уязвим.

## Разпространение
Видът е разпространен в Бразилия.